# Тристень
Тристень (укр. Тристень) — село в Доросиневской сельской общине Луцкого района Волынской области Украине.
До 2020 года входило в Рожищенский район.
Код КОАТУУ — 0724587203. Население по переписи 2001 года составляет 588 человек. Почтовый индекс — 45132. Телефонный код — 3368. Занимает площадь 1,92 км².